# 若返りの泉 (クラナッハの絵画)
『若返りの泉』（わかがえりのいずみ、独: Der Jungbrunne 、 英: The Fountain of Youth）は、ドイツ・ルネサンス期の画家ルーカス・クラナッハ (父) が1546年ごろに菩提樹の板上に油彩で描いた絵画である。女性の若さと美、それらを賛美する貴公子たちというモティーフを表している。作品は、1830年までには旧プロシア王宮の管轄下に入っていた。現在はベルリン絵画館に所蔵されている。

## 概要
作品は風景画の様式で描かれ、縦186.1センチ、横120.6センチの大きさである。画面中央下部に、クラナッハの工房を示す翼のあるヘビのマークと1546年の制作年が示されている。
男性の姿は見えず、年老いた女性だけが水浴する泉が表されており、彼女たちは若返り、音楽、踊り、おいしい料理に耽溺している。クラナッハは、この童話的図像と多くの細部描写の中に中世の現実の入浴文化を描いているが、それは癒され、若返るかもしれない入浴もあるという信条にもとづいた文化である。ここでは、性的快楽が浴場に付随している。

## 詳細
背景は、非現実的な遠近法と大きさが不自然な事物からなる空想的な岩のある風景である。岩の上の、崖のほうに傾いている小さな城が左側に見える。後景中央には、中世の町の景観が、町まで続く川に架かるアーチ型石橋とともに描かれている。右側には大きな連山があり、豊かな草原と果物の木々に取り囲まれている。左側の不毛な岩は半ば女性の辛い高齢期を象徴し、右側の緑色の密林は若さの比喩である。前景中央部分を覆う浴場は高い視点から描かれ、浴場に続く階段に囲まれた正方形をしている。浴場の真ん中にある柱型の泉は、柱頭部に愛の女神ウェヌスと愛の神クピドの彫像があるが、それは入浴が愛の力をもたらすことを示唆している。
前景は泉水の効果を表している。歩くことすらできない者もいる、弱々しく衰えた高齢の女性たちが浴場に導かれている。衣服を脱ぎ、治癒力のある泉水に入り、浴場の右側では若返って出てくる。そこでは、凛々しい若い男性が彼女たちをテントのほうに案内している。テントで女性たちは着替え、その後、性的な快楽に耽溺することになるが、それは若い男女が音楽に合わせて踊り、食事をしている後景右側に示されている。
浴場の左端には、本を持っている赤い上着の男性が見える。彼は年老いた女性たちの1人を見つめているが、それは彼が泉水の効果を調べている学者か医者であることを示している。浴場の端にはタオルに身を包んだ2人の女性が表されている。1人は前景左端に座り、もう1人は中央下部に座っているが、若返りが望ましいものかどうかさえ疑い、水に入るのを躊躇っているように見える。 女性たちだけがこの入浴に立ち会っているという事実は、高齢の男性たちは若い女性たちとかかわるだけで自動的に若返るという信条のためである。現実には、そのように治癒力のあるとされた温泉には男性も訪れていた。クラナッハの絵画では、醜く、魅力的でない年老いた女性たちに対して、男性たちは皆若く、凛々しく、有利な者として表されている。
画面全体に描かれているクラナッハの人物像は、超自然的変身の個々の段階を示している。それは天国の探求で、絵画は男性の夢なのである。入浴は健康と関連付けられたが、それは宗教の洗礼に示されるように、さらに広範な水の効能に対する信仰へとつながった。泉は中世の物語、特にフランスの文学において人気のあるモティーフで、裸体像や風俗場面を描く様々な機会を提供した。
裸体の年老いた女性を描くことは、この時代の美術としては非常に異例なことであった。理想化された男性と女性の裸体画のほうがより一般的だったのである。クラナッハの時代の女性の理想像は、下腹部が出て、陰毛がなく、丸みを帯びた体形で、乳首が小さく、胸の位置が高い金髪の女性というものであった。クラナッハの作品に登場する大部分の人物像はこの理想美に従っており、そのため、研究者たちは本作が彼の手になるものであると信じている。しかし、作品の帰属は確かなものではない。研究によれば、彼と息子のルーカス・クラナッハの2人がともに制作したものだとされる。最近、本作はクラナッハの晩年の作品と関連付けられているが、工房の弟子たちの手もおそらく制作に加わっている。作品は、知られていない顧客に委嘱されたものと信じられている。